# Afriberina terraria
Afriberina terraria är en fjärilsart som beskrevs av Bang-haas 1907. Afriberina terraria ingår i släktet Afriberina och familjen mätare. Inga underarter finns listade i Catalogue of Life.